# Савинка (Волгоградська область)
Савинка (рос. Савинка) — село у Палласовському районі Волгоградської області Російської Федерації.
Населення становить 3428  осіб. Входить до складу муніципального утворення Савинське сільське поселення.

## Історія
Село розташоване у межах українського історичного та культурного регіону Жовтий Клин.
Село засноване 1839 року.
Згідно із законом від 30 грудня 2004 року № 982-ОД органом місцевого самоврядування є Савинське сільське поселення.

## Населення
| 2002 | 2010  |
| ---- | ----- |
| 3441 | ↘3428 |